# Al-Ahzab
Azora Al-Ahzab (en árabe: سورة الأحزاب), llamada de los clanes, de la coalición, o de las fuerzas combinadas; es la 33.ª sura (capítulo) del Corán con 73 ayat (aleyas o versículos).
Trata sobre el derecho civil, en lo concerniente a la familia. Así versa sobre la adopción, que no es admitida Corán 33.5, y se alude a las esposas de Mahoma.